# Piula de la Puna
La piula de la Puna (Anthus brevirostris) és un ocell de la família dels motacíl·lids (Motacillidae).

## Hàbitat i distribució
Habita praderies a les muntanyes des del centre del Perú fins l'oest de Bolívia i el centre de l'Argentina

## Taxonomia
Considerat sovint una subespècie de la piula beccurta (Anthus furcatus), avui és considerada una espècie de ple dret arran els treballs de Van Els et Norambuena 2017.